# Hyun Bin
Kim Tae-pyung (hangul: 김태평; ur. 25 września 1982 w Seul), lepiej znany pod pseudonimem Hyun Bin (현빈) – południowokoreański aktor. Zdobył szerokie uznanie dzięki roli w romantycznej komedii romantycznej My Name is Kim Sam-soon z 2005 roku. Od tego czasu wystąpił w głównych rolach w innych udanych serialach telewizyjnych, w tym w Secret Garden (2010–2011), Memories of the Alhambra (2018–2019) i Crash Landing on You (2019–2020). Popularność Hyun Bina wzrosła jeszcze bardziej dzięki udziałowi w serii kasowych hitów, takich jak historyczny film akcji The Fatal Encounter (2014), thrillerze akcji Confidential Assignment (2017) i jego sequel z 2022 roku, a także thriller kryminalny The Swindlers (2017). W 2011 roku został uznany przez Gallup Korea za Aktora Roku w telewizji. Sukcesy Hyun Bina na arenie międzynarodowej ugruntowały jego pozycję jako czołowej gwiazdy Hallyu.

## Kariera

### 2003–2007: Początki kariery i droga do sławy
Pierwszym filmem Hyun Bina był Shower z 2002 roku. Jednak zdjęcia zostały przerwane, a film nie został wydany z powodu braku odpowiednich funduszy. Hyun Bin ostatecznie zadebiutował jako aktor w 2003 roku w serialu telewizyjnym Bodyguard. Następnie wystąpił w sitcomie Nonstop 4 oraz w romansie Ireland, a w tym samym roku zadebiutował na dużym ekranie w młodzieżowym filmie Spin Kick.
Hyun Bin osiągnął status gwiazdy dzięki komedii romantycznej My Lovely Sam Soon z 2005 roku, w której wystąpił u Kim Sun-y. Za tę rolę zdobył nagrodę Top Excellence Award na MBC Drama Awards. My Lovely Sam Soon okazała się ogromnym hitem, osiągając średnią oglądalność na poziomie ponad 37%, a finałowy odcinek zanotował wynik 50,5%, co czyni ją jednym z najwyżej ocenianych koreańskich dramatów wszech czasów. Ogromna popularność serialu oraz jego rola jako Sam-sika ugruntowały pozycję Hyun Bina jako czołowej gwiazdy w Korei Południowej i gwiazdy Hallyu, dzięki czemu jego popularność rozprzestrzeniła się poza Koreę na Japonię i inne kraje Azji.
Po sukcesie My Lovely Sam Soon zagrał główną rolę w swoim pierwszym filmie A Millionaire's First Love, który został napisany przez internetową powieściopisarkę Guiyeoni. Kolejny projekt telewizyjny Hyun Bina, The Snow Queen, choć serial nie osiągnął dużego sukcesu, przyniósł mu pierwszą nominację do nagrody dla najlepszego aktora na Baeksang Arts Awards.

### 2008–2011: Nowe wyzwania zawodowe iSecret Garden
Aby poszerzyć swoje aktorskie portfolio, Hyun Bin zaczął wybierać bardziej eklektyczne projekty. W 2008 roku zagrał w filmie reżysera Yoon Jong-chana I Am Happy, wcielając się w postać Man-soo, mężczyzny cierpiącego na choroby psychiczne. Film został wybrany do projekcji na 13. Międzynarodowym Festiwalu Filmowym w Pusan w 2008 roku, ale do kin trafił dopiero pod koniec 2009 roku. Po The Snow Queen Hyun powrócił do telewizji z serialem Worlds Within, który spotkał się z pozytywnymi recenzjami, głównie dzięki scenariuszowi Noh Hee-kyunga. Został pochwalony za subtelność swojej gry aktorskiej w tym dramacie. W 2009 roku zdobył uznanie krytyków za rolę socjopaty w gangsterskiej sadze Friend, Our Legend. Aby przygotować się do roli, podobno obejrzał oryginalny film Kwaka Kyung-taeka od 20 do 30 razy.
W 2010 roku Hyun Bin zagrał główną rolę w Secret Garden, romantycznym dramacie fantasy napisanym przez Kim Eun-sook. Serial osiągnął maksymalną oglądalność na poziomie 35% i zdobył ogromną popularność zarówno w kraju, jak i za granicą, dzięki modzie, chwytliwym frazom i muzyce. Jego rola jako Kim Joo-won wywołała „Syndrom Hyun Bina”, gdy jego imię i twarz pojawiały się wszędzie, od gazet po telewizję i internet. Został doceniony za swoją wybitną grę aktorską podczas 2010 SBS Drama Awards oraz na 47. Baeksang Arts Awards. Przyczynił się także do powstania ścieżki dźwiękowej do tego dramatu, nagrywając utwór „That Man”, który osiągnął pierwsze miejsce na ośmiu koreańskich portalach muzycznych.

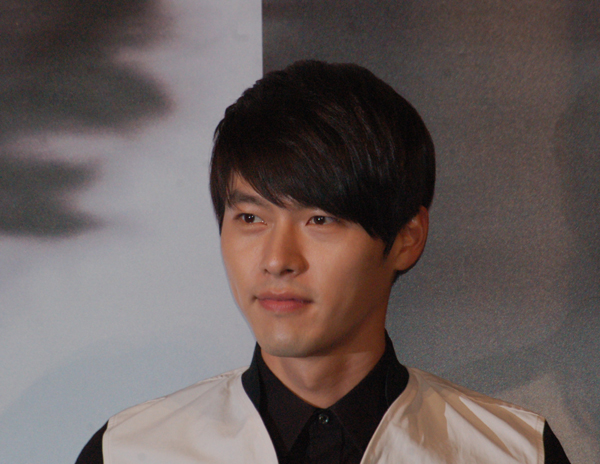
Hyun Bin w lutym 2011 roku

W 2011 roku Hyun Bin wystąpił w dwóch filmach, które zostały wydane jeden po drugim: Come Rain, Come Shine, minimalistycznym filmie indie o rozstaniu w reżyserii Lee Yoon-ki, oraz Late Autumn w reżyserii Kim Tae-yonga. Late Autumn to anglojęzyczny remake klasycznego filmu Lee Man-hee z 1966 roku, nakręcony w Seattle, w którym Hyun wciela się w mężczyznę na ucieczce, który zakochuje się w kobiecie przebywającej na przepustce z więzienia (w tej roli chińska aktorka Tang Wei). Film stał się najlepiej zarabiającym koreańskim filmem wydanym w Chinach, przynosząc ponad 9,5 miliona dolarów w ciągu dwóch tygodni, co było bezprecedensowe dla melodramatu. Przeszedł po czerwonym dywanie na 61. Międzynarodowym Festiwalu Filmowym w Berlinie, gdzie oba filmy zostały wybrane do projekcji.

### 2011–2012: Zaciąg do wojska i zwolnienie ze służby
7 marca 2011 roku Hyun Bin rozpoczął 21-miesięczną obowiązkową służbę wojskową jako żołnierz w Korpusie Piechoty Morskiej. Zgłosił się na ochotnika do służby w Korpusie Piechoty Morskiej, uważanym za najtrudniejszą jednostkę w koreańskim wojsku, ponieważ miał dobre wrażenie o nich. W tamtym czasie wskaźnik konkurencji o przyjęcie do piechoty morskiej wynosił 4:1, a Hyun Bin znalazł się w czołowych 5% kandydatów. Decyzja o wstąpieniu do piechoty morskiej w szczytowym momencie swojej kariery wzbudziła duże zainteresowanie zarówno w Korei, jak i za granicą. Siedem stacji telewizyjnych, w tym japońska NHK, poprosiło o dostęp do obozu szkoleniowego. Został uznany za jednego z 16 najlepszych strzelców podczas szkolenia, na około 720 rekrutów. Trafił do celu 19 razy na 20 podczas dziennego treningu strzeleckiego i trafił wszystkimi 10 strzałami podczas treningu nocnego. Aby zakwalifikować się jako najlepszy strzelec, rekruci musieli trafić do celu więcej niż 18 razy na 20 podczas dziennego treningu i dziewięć na 10 w nocy.
Korpus początkowo planował przydzielić go do służby w dziale public relations, jednak ze względu na krytykę społeczną oraz doniesienia o jego chęci służby na pierwszej linii frontu, został przydzielony do służby czynnej na wyspie Baengnyeong, blisko Północnej Linii Granicznej oraz Yeonpyeong, gdzie w listopadzie 2010 roku doszło do starcia artyleryjskiego między siłami Korei Północnej i Południowej.
Hyun Bin został zwolniony ze służby 6 grudnia 2012 roku, otrzymując Nagrodę Sekretarza Obrony oraz Pochwałę Komendanta Korpusu Piechoty Morskiej za wzorową służbę. Po fuzji ich dawnej agencji AM Entertainment z SM Entertainment, przedstawiciele Hyuna ogłosili w listopadzie 2012 roku, że aktor oraz Shin Min-ah zdecydowali się na założenie własnej agencji menedżerskiej, O& Entertainment.

### 2013–2016: Powrót do branży rozrywkowej
W 2013 roku Hyun Bin spędził większość czasu na kręceniu reklam oraz na organizowaniu spotkań z fanami w całej Azji. Na swój powrót do aktorstwa po służbie wojskowej wybrał The Fatal Encounter, swój pierwszy film kostiumowy, w którym zagrał główną rolę króla Jeongjo, który zmagał się z ostrą walką partyjną i próbami zamachów podczas swojego panowania. Film miał premierę w kwietniu 2014 roku i przyciągnął ponad 3 miliony widzów. Jednak Hyun został skrytykowany za brak emocji w filmie, który otrzymał głównie negatywne recenzje.

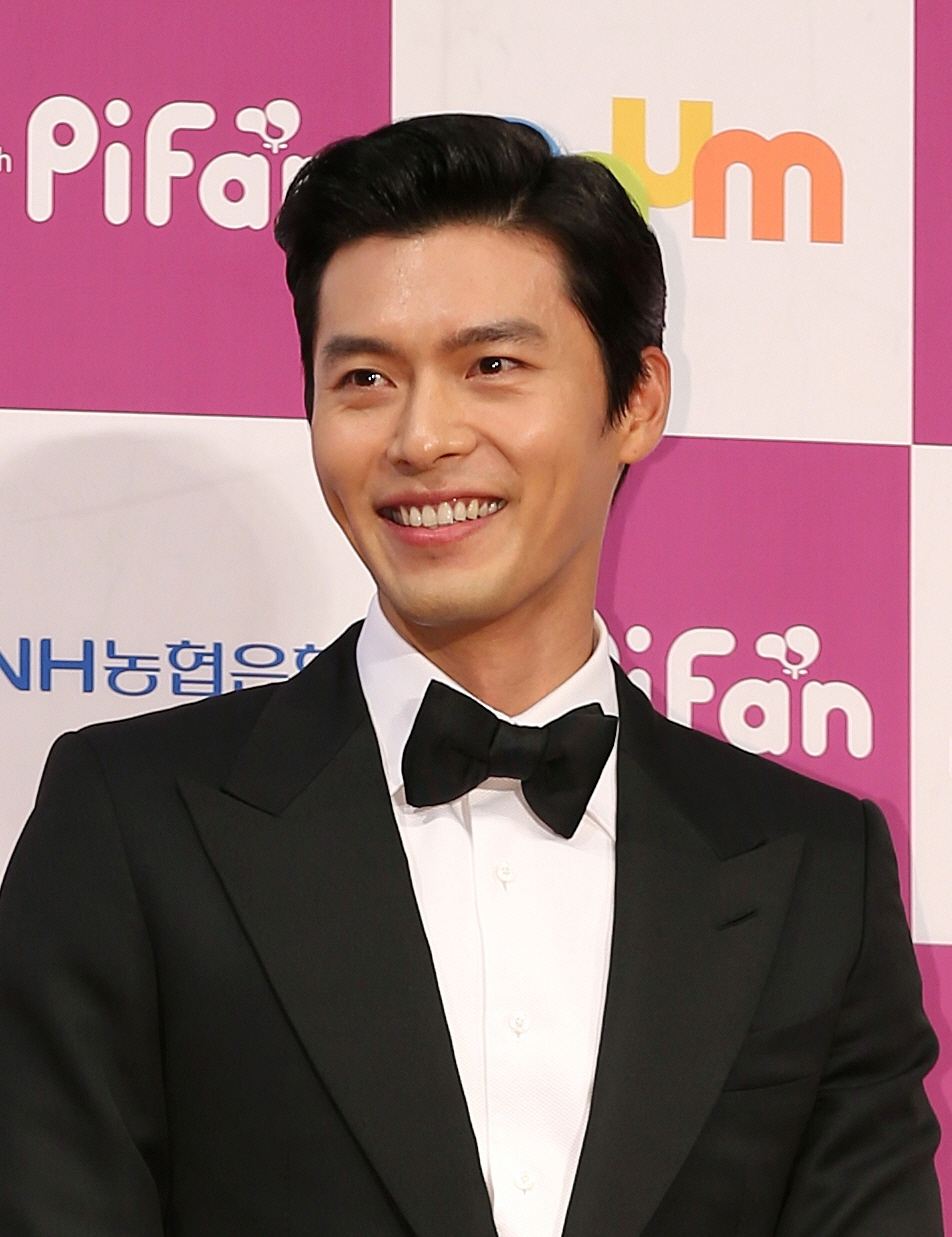
Hyun Bin podczas Bucheon International Fantastic Film Festival w 2014 roku

W 2015 roku Hyun Bin powrócił na koreańską scenę dramatyczną po czterech latach, występując w romantycznej komedii Hyde Jekyll, Me. W serialu, inspirowanym literacką postacią, gra mężczyznę z zaburzeniem osobowości mnogiej, którego dwie osobowości zakochują się w tej samej kobiecie.
W styczniu 2016 roku Hyun Bin założył własną agencję, VAST Entertainment, która trzy lata później stała się w pełni zależną spółką córką Kakao M.

### Od 2017: Odrodzenie kariery
Hyun Bin powrócił na wielki ekran w 2017 roku z filmem sensacyjno-kryminalnym Confidential Assignment, w którym zagrał rolę północnokoreańskiego detektywa, który zostaje potajemnie wysłany do Korei Południowej, aby schwytać grupę przestępczą złożoną z północnokoreańskich zdrajców. Film odniósł sukces, a Hyun zdobył pozytywne recenzje od krytyków za swoje sceny akcji i komediowe występy. Następnie zagrał w filmie The Swindlers, u boku Yoo Ji-tae, opowiadającym o prokuratorze planującym schwytać oszusta, który wyłudził dużą sumę pieniędzy. The Swindlers również okazał się hitem kasowym dla Hyuna.
W 2018 roku Hyun Bin zagrał w thrillerze kryminalnym The Negotiation, wcielając się po raz pierwszy w rolę czarnego charakteru, obok Son Ye-jin. Zagrał również w Rampant, który był współprodukowany przez VAST Entertainment. Tego samego roku powrócił na mały ekran w fantastyczno-sensacyjnym dramacie Memories of the Alhambra u boku Park Shin-hye. Serial stał się jednym z najwyżej ocenianych koreańskich dramatów w historii telewizji kablowej, a Hyun Bin został pochwalony za swoje pozornie obojętne, ale zarazem humorystyczne ukazanie postaci.
W 2019 roku Hyun Bin ponownie współpracował z Son Ye-jin, swoją partnerką z filmu The Negotiation, w popularnym romansie Crash Landing on You, gdzie wcielił się w rolę kapitana północnokoreańskiej armii. Dramat odniósł ogromny sukces i stał się czwartym najwyżej ocenianym koreańskim dramatem w historii telewizji kablowej. Hyun został pochwalony za swoją wszechstronność emocjonalną i umiejętności aktorskie. Za rolę kapitana Ri Jeong Hyuka, północnokoreańskiego oficera elitarnej armii, Hyun zdobył główną nagrodę na APAN Star Awards.

## Życie prywatne
Hyun Bin urodził się i wychował w Seulu, ma starszego brata. Ukończył liceum Youngdong, a następnie studiował na Uniwersytecie Chung-Ang, gdzie w 2004 roku uzyskał tytuł licencjata na kierunku Studia Teatralne. W 2009 roku ponownie zapisał się na ten sam uniwersytet, gdzie zdobył tytuł magistra.

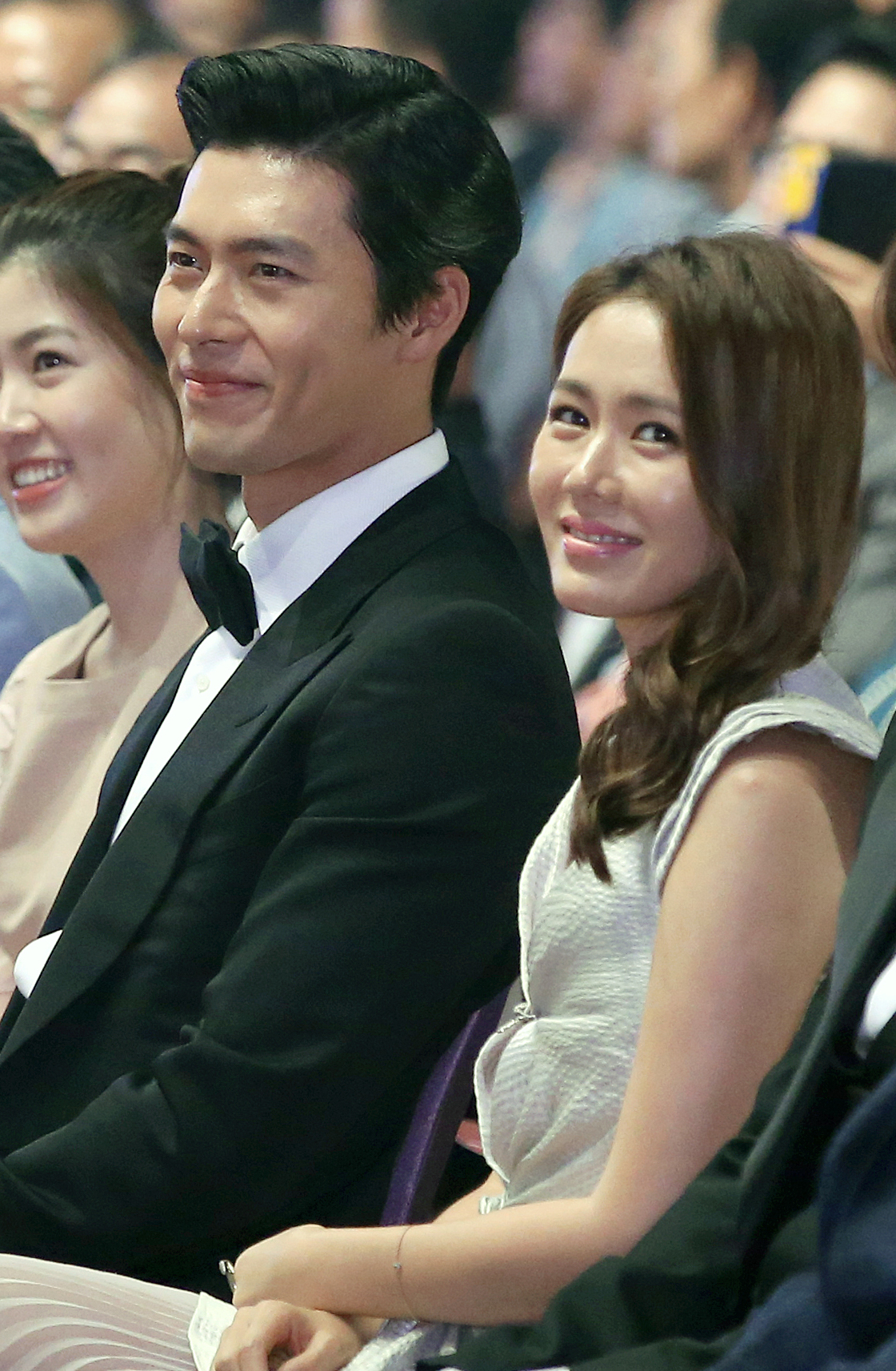
Hyun Bin z Son Ye-jin

1 stycznia 2021 roku agencja Hyun Bina potwierdziła, że od 2020 roku jest w związku z aktorką Son Ye-jin, jego partnerką z filmów The Negotiation (2018) oraz Crash Landing on You (2019–2020). Ich związek rozpoczął się po zakończeniu pracy nad serialem Crash Landing on You.
10 lutego 2022 roku Hyun Bin i Son Ye-jin ogłosili swoje zaręczyny w listach opublikowanych na ich kontach w mediach społecznościowych. Para wzięła ślub 31 marca 2022 roku podczas prywatnej ceremonii, w której uczestniczyli jedynie ich rodziny i bliscy przyjaciele. 27 czerwca 2022 roku Son Ye-jin ogłosiła, że para spodziewa się swojego pierwszego dziecka. 7 listopada 2022 roku urodziła syna.

## Filmografia

### Filmy
| Rok  | Tytuł                                    | Rola           | Informacje   |
| ---- | ---------------------------------------- | -------------- | ------------ |
| 2002 | Shower                                   | Hong-kyu       | Unreleased   |
| 2004 | Spin Kick                                | Lee Min-gyu    |              |
| 2005 | Daddy Long Legs                          | Hyung-joon     | Cameo        |
| 2006 | A Millionaire's First Love               | Kang Jae-kyung |              |
| 2009 | I Am Happy                               | Jo Man-soo     |              |
| 2011 | Late Autumn                              | Hoon           |              |
| 2011 | Come Rain, Come Shine                    | Hwang Ji-seok  |              |
| 2011 | Tears of Africa                          | Narrator       | Dokumentalny |
| 2014 | The Fatal Encounter                      | Jeongjo        |              |
| 2017 | Confidential Assignment                  | Im Cheol-ryung |              |
| 2017 | The Swindlers                            | Hwang Ji-sung  |              |
| 2018 | The Negotiation                          | Min Tae-gu     |              |
| 2018 | Rampant                                  | Lee Chung      |              |
| 2022 | Confidential Assignment 2: International | Im Cheol-ryung |              |
| 2023 | The Point Men                            | Park Dae-sik   |              |
| 2024 | Harbin                                   | Ahn Jung-geun  |              |

### Seriale telewizyjne
| Rok       | Tytuł                    | Rola                        |
| --------- | ------------------------ | --------------------------- |
| 2003      | Bodyguard                | Stalker                     |
| 2004      | Nonstop 4                | Hyun Bin                    |
| 2004      | Ireland                  | Kang Gook                   |
| 2005      | My Lovely Sam Soon       | Hyun Jin-heon               |
| 2005      | Nonstop 5                | Hyun Bin (cameo)            |
| 2006–2007 | The Snow Queen           | Han Tae-woong / Han Deuk-gu |
| 2008      | Worlds Within            | Jung Ji-oh                  |
| 2009      | Friend, Our Legend       | Han Dong-soo                |
| 2010–2011 | Secret Garden            | Kim Joo-won                 |
| 2015      | Hyde Jekyll, Me          | Gu Seo-jin / Robin          |
| 2018–2019 | Memories of the Alhambra | Yoo Jin-woo                 |
| 2019–2020 | Crash Landing on You     | Ri Jeong-hyeok              |

### Programy telewizyjne
| Rok       | Tytuł                                                      | Rola     |
| --------- | ---------------------------------------------------------- | -------- |
| 2010–2011 | Tears of Africa                                            | Narrator |
| 2012      | Tears of the Earth - from the North Pole to the South Pole | Narrator |